# Hubog
Hubog (titolo internazionale Wretched Lives) è un film del 2001 diretto da Joel Lamangan.

## Trama
Dopo la morte della madre, la consulente di prodotti cosmetici Vanessa è costretta a prendersi cura della sorella minore affetta da problemi mentali. Il suo ragazzo Olivier si rivela intanto inaffidabile e ben presto la ragazza lo lascia per Uno, un uomo apparentemente gentile e premuroso. Le impressioni tuttavia ingannano e l'iniziale felicità di Vanessa si trasformerà ben presto in un altro incubo.